# Liwadija (Schiff)
Die Liwadija (russisch Ливадия) war eine Staatsyacht des Hauses Romanow-Holstein-Gottorp, gebaut in den Jahren 1879–1880. Sie sollte die erste Yacht gleichen Namens, die 1878 vor der Küste der Krim gesunken war, ersetzen.

## Geschichte
Die am 5. September 1879 durch Alexander II. beauftragte Yacht wurde noch im gleichen Jahr in Glasgow bei der Werft John Elder & Co. auf Kiel gelegt, die offizielle Zeremonie hierzu fand allerdings erst am 25. März 1880 statt. Das Schiff stellte eine radikale bootsbauerische Neuheit dar. Sie basierte auf den Ideen des Vize-Admiral Andrei Alexandrowitsch Popow, der bereits mehrere dieser „Rundschiffe“ ersonnen hatte, die Pläne wurden durch den Schiffbauer Erast Gulyaev entworfen. In diesem Falle legte Popow allerdings mehr Wert auf geometrische Perfektion als auf die Seetauglichkeit. Als ein offensichtlich extremes Beispiel einer zum Hauptdeck hin einfallenden Architektur, also eines im Querschnitt eher an ein „O“ erinnernden Rumpf waren die Aufbauten eher konventionell. Der Bau der Yacht, die auch als Prototyp der nachfolgenden Kriegsschiff-Generation gelten sollte, wurden durch Sir William Pearce überwacht, zusätzlich beraten durch Bruno Tideman and Edward James Reed. William Leiper and William De Morgan entwarfen den Innenausbau.

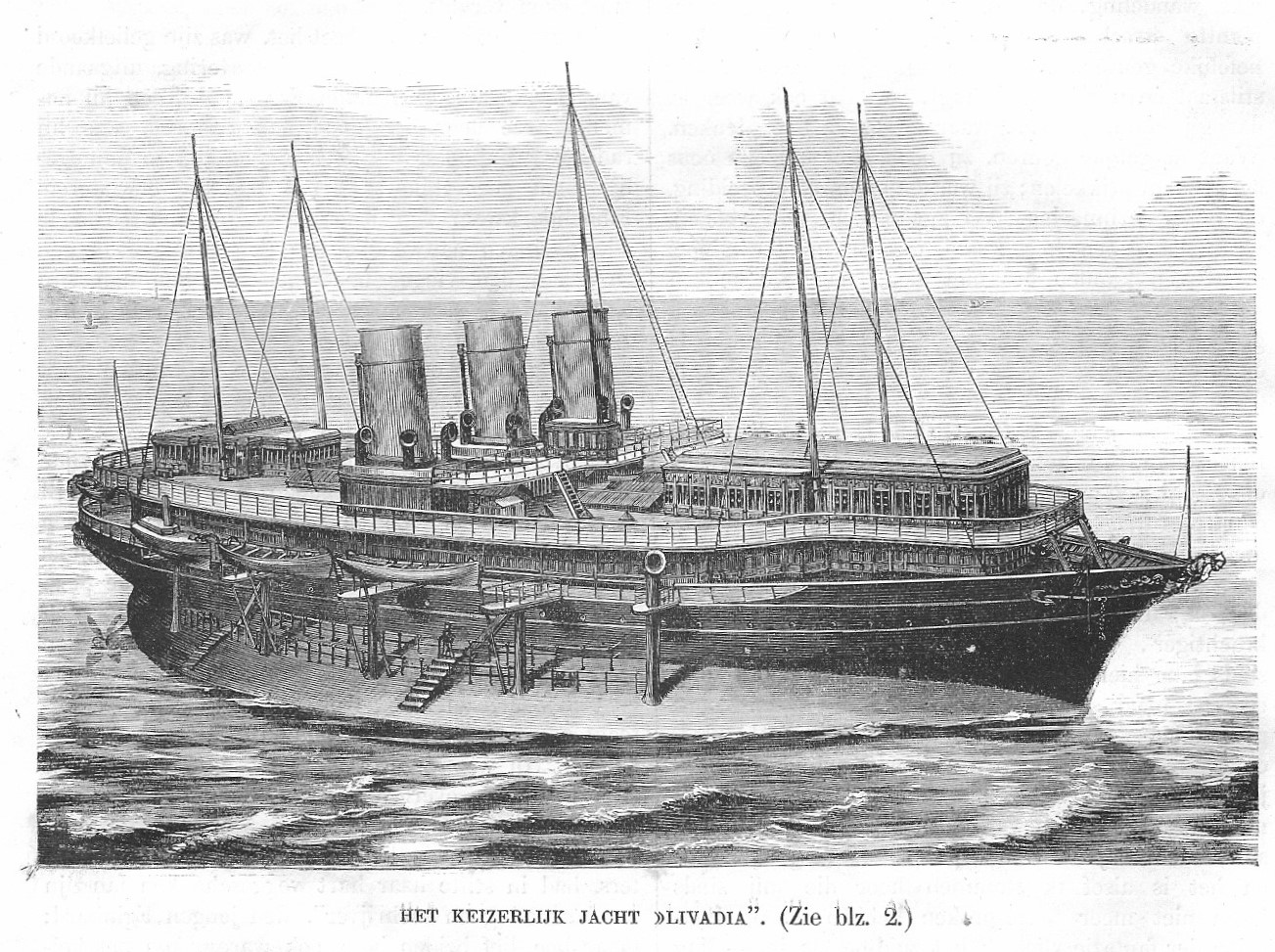
Het keizerlijke Jacht "Livadia", Text mit Abbildung als Holzstich in: De Huisvriend. Geillustreerd Magazijn gewijd aan Letteren en Kunst. 1881, S. 2, 4.)

 Die Manövrierfähigkeit des Schiffes bei den ersten Probefahrten erstaunte die meisten Schiffsbauer und wurde einer besonders günstigen Anordnung der Schiffspropeller zugeschrieben. Allerdings zeigte sich schon bei der Jungfernfahrt das ihr flacher Boden sehr anfällig für Beschädigungen durch Wellenschlag war. Die Liwadija verbrachte die meiste Zeit ihres kurzen Schiffslebens in Docks und wurde nur einmal für ihre Aufgaben eingesetzt, als sie die Großfürsten Konstantin und Mikhail über das Schwarze Meer fuhr. Der zu diesem Zeitpunkt herrschende Alexander III. hatte kein Interesse daran, ein mit solchen Schwachstellen belegtes Schiff instand zu halten, so dass das Schiff im August 1881 in Nikolajew aufgelegt wurde und 40 Jahre lang am Kai lag. Hier wurde sie bereits 1883 zu einer Hulk namens Opyt umgewandelt. Der gesamte vorherige Luxus wurde entfernt, die Maschinen ausgebaut und in Kreuzern der Marine weiterverwendet. Die Hulk selbst wurde noch im Ersten Weltkrieg genutzt, um dann endgültig 1926 abgebrochen zu werden.

## Technische Angaben

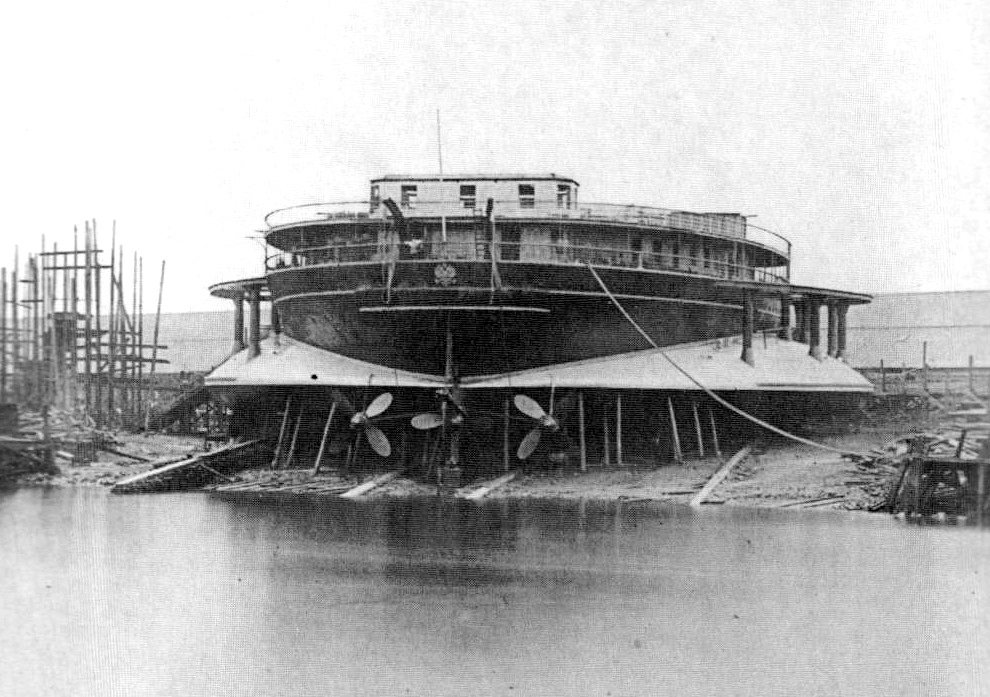
Rundschiff Liwadija

Das Schiff hatte, je nach Literatur, eine Länge über alles von zwischen 72 m bis 79,25 m, in der Wasserlinie 71,63 m sowie eine Breite zwischen 46,64 m in der Wasserlinie bis 47 m (unspezifiziert), die Verdrängung betrug zwischen 4.420 und 4,500 Tonnen. Das Unterwasserschiff war annähernd kreisförmig gestaltet, hieraus leitet sich auch die Bezeichnung „Rundschiff“ ab. Die drei Dampfmaschinen lieferten 10.500 PS, was anfangs für die vertraglich vereinbarte Höchstgeschwindigkeit von über 14 Knoten ausreichte, diese konnten aber im späteren Betrieb nicht mehr erreicht werden. Der Kaiser hatte auf der Yacht eine Wohnfläche von 3950 m² und eine Mannschaft von 24 Offizieren und 321 weiteren Kräften.